# Damaratärna
Damaratärna (Sternula balaenarum) är en afrikansk fågel i familjen måsfåglar inom ordningen vadarfåglar.

## Utseende och läten
Damaratärnan är en mycket liten tärna, i samma storlek som småtärnan. Den skiljer sig från denna i häckningsdräkt genom sin heltäckande svarta hätta, helsvarta näbb, mer enhetligt grå vingar samt grå övergump. Lätet är ett vitt ljudande, snabbt tjitt-ick, gällare än småtärnans läte.

## Utbredning och levnadssätt

### Häckning
Fågeln häckar framför allt utmed kusten i Namibia (runt 90% av populationen återfinns mellan Oranjefloden och Cunenefloden) men även norrut till Cabinda i Angola och söderut till Kapprovinsen i Sydafrika. Häckningen sker mestadels mellan slutet av oktober och mars, i småkolonier med oftast färre än 40 par. Den föredrar sten- eller grusstränder, saliner och dynområden, ibland i skyddade vikar i direkt anslutning till kusten men ofta flera kilometer inåt landet. Den kan också häcka på klippavsatser och återställda före detta diamantgruvor, framför allt på platser där den har god utsikt. Endast ett fåtal har konstaterats häcka på öar. Fågeln lägger ett, sällsynt två, ägg som ruvas i 18-22 dagar.

### Efter häckning
Efter häckningen samlas upp emot tusentals fåglar utmed den namibiska kusten som sedan flyttar norrut till Nigeria och Ghana. Här är den som vanligast mellan juli och oktober när strömmar gör att fisk kommer nära stränderna för att para sig. Ett hundratal individer stannar i häckningsområdet året runt.

### Föda
Damaratärnan födosöker mest nära land i grunda vatten: laguner, vikar, saliner och i bränningar. Tillfälligtvis rör den sig längre ut, maximalt 5 km från land. Fågeln lever av småfisk och små bläckfiskar.

## Status och hot
Damaratärnans utbredningsområde är relativt stort, men beståndet är litet med uppskattningsvis endast 2200–5700 vuxna individer. Den tros också minska i antal. Internationella naturvårdsunionen IUCN bedömer den trots detta inte vara hotad och kategoriserar den som livskraftig.

## Systematik
Tärnorna i Sternula fördes tidigare till Sterna men DNA-studier visar att de är avlägset släkt, varför de numera urskiljs i ett eget släkte.